# Иоанн Цец
Иоанн Цец (Цеца, Цецес) (греч. Ἰωάννης Τζέτζης; около 1110, Константинополь — около 1180, там же) — византийский филолог, плодовитый комментатор античных авторов.

## Биография и творчество
Как рассказывает сам Цец, его дед со стороны отца (также по имени Иоанн Цец) был неграмотным, но богатым человеком, уроженцем столицы, а его отец Михаил сам обучал своего сына грамоте. Прабабушка Цеца со стороны матери — родственница императрицы Марии Аланской — вышла замуж за Константина, племянника патриарха Михаила Керулария.
Цец входил в кружок севастократориссы Ирины, некоторые его сочинения представляют собой популярное изложение древней античной литературы представителям византийской знати.
В толкованиях «Илиады» он сочетает известные в античности прагматическо-исторический, психологический и физический методы интерпретации. Он объявляет Гомера носителем всеобщей мудрости и отрицает, что тот на деле верил в «демонов». По близкому к эвгемеризму мнению Цеца, Зевс — это обычное имя для царей, Аид — царь молоссов, а Дионис — не кто иной, как Ной.
Цец — яркий представитель эллинизирующего направления в византийской культуре эпохи Комнинов, в его письмах неоднократно встречаются выпады против монахов и продажных представителей церкви. В кратком сочинении «Жизнь св. Лукии Сиракузской» он объявляет христианскую мученицу потомком Архимеда и вкладывает в её уста сравнение с предком.
Цец говорил, что Бог не сотворил ничего подобного его памяти, а его библиотека находится в голове. Однако на деле память нередко подводила его: он путал имена авторов и названия сочинений.
В письме 42 Цец жалуется, что другие писатели воруют у него тексты, и в самом деле у его современника Евстафия Фессалоникийского встречаются отдельные заимствования из комментариев Цеца.
Две строчки из «Теогонии» Цеца остаются единственным памятником аланского языка, где аланский текст сопровождён переводом и указанием на то, что это именно аланский язык.
Ряд его сочинений остаются неопубликованными.

## Сочинения
Прозаические сочинения:
- «Письма» (107 писем за 1138—1165 годы)[15].
- Прозаическая «Экзегеса к „Илиаде“ Гомера»[16].
- Подробные схолии (комментарий) к «Александре» Ликофрона[17]. Ранее приписывались его брату Исааку Цецу. Впервые опубликованы в Базеле в 1546 году.
- Схолии к Аристофану[18]. Сохранились подробные комментарии к «Облакам», «Лягушкам» и «Плутосу» (так называемой «византийской триаде» пьес), небольшие заметки к «Птицам» и предисловие к «Всадникам»[19]. Возможно, Цец комментировал и другие пьесы.
- Схолии к «Трудам и дням» Гесиода[20].
- Схолии к Никандру[21]. Сохранились в составе более поздних схолий и отдельно не издаются[22].
- Схолии к «Галиевтике» Оппиана[23] .
- Предисловия к драматургам и, возможно, к Феокриту[24].
- Схолии к Феокриту сохранились во фрагментах в составе более поздних византийских схолий[25].
- Существует предположение, что Цец также был автором схолий к Пиндару, Эсхилу и Еврипиду[26], а также Фукидиду[27], сочинения «О происхождении богов» и эпитомы «Мифологической библиотеки» Аполлодора[28].

Сочинения в стихах:
- «Книга историй» (известная как «Хилиады») — стихотворный комментарий к собственным письмам из 600 глав объемом в 12674 строки[29]. В частности, описывает современный автору курс обучения[30]. Впервые издана в 1546 году.
- «Аллегория к „Илиаде“ и „Одиссее“ Гомера» в стихах[31]. Около 10000 строк.
- Гексаметрическая поэма «События догомеровского, гомеровского и послегомеровского времени»[32]. 1675 строк («Догомерика» — 406 строк, «Гомерика» — 489 строк, «Послегомерика» — 780 строк).
- Поэма «Теогония»[33].
- «Всемирная хроника», не сохранилась целиком.
- Стихотворный комментарий к «Введению Порфирия в „Категории“ Аристотеля». Около 1700 триметров[34].
- Ямбическая драма о жизни ученого. Действуют мудрец, крестьянин, музы и хор.
- Ямбы на смерть императора Мануила (1180)[35]. В строке каждое следующее слово на слог длиннее предыдущего.
- «О комедии» в стихах.
- «О трагической поэзии».
- «О стихотворных размерах».
- «О различиях между поэтами».
- стихотворное переложение «Риторики» Гермогена[36].
- стихотворное переложение метрики Гефестиона[37].
- утеряна ямбическая парафраза «Географии» Птолемея[38].

Подложные и сомнительные сочинения:
- схолии к «Щиту Геракла» Псевдо-Гесиода.
- Комментарий к «О частях животных» Аристотеля[40].
- «Житие св. Лукии».
- схолии к «Картинам» Филострата, эпиграммам, лексикон, 14 писем.

## Издания и литература
Издания текстов:
- Epistulae. Ed. P. A. M. Leone. Leipzig, 1972.
- Historiae. Ed. P. A. M. Leone. Naples, 1968.

Отрывки текстов в русском переводе:
- Памятники византийской литературы IX—XIV веков. М., 1969. С. 252—259.

Справочная литература:
- Любкер Ф. Реальный словарь классических древностей. М., 2001. Т.3. С. 448—449.
- Краткая литературная энциклопедия. Т. 3. М., 1966. Стб. 158.
- Wendel C. Tzetzes. // Энциклопедия Паули-Виссова. R. 2. Bd. 7B, 1948, S. 1959—2011.
- The Oxford Dictionary of Byzantium. Oxford UP, 1991. P. 2136.
- Eleanor Dickey. Ancient Greek Scholarship. Oxford UP, 2007. (в примечаниях: Dickey 2007)

Литература:
- Carl Wendel: Tzetzes, Johannes. In: Paulys Realencyclopädie der classischen Altertumswissenschaft (RE). Band VII A,2, Stuttgart 1948, Sp. 1959—2010.
- Памятники византийской литературы IX—XIV веков. М.: Наука. 1969. С. 34-35, 251—252.
- Культура Византии. Вторая половина VII—XII в. М.: Наука. 1989. С. 210—212.
- Hunger H. Allegorisch-Mythendeutung in der Antike und bei Johannes Tzetzes. // JÖBG. 1954. Bd. 3.
- Gautier, Paul. La curieuse ascendance de Jean Tzetzes. Revue des Études Byzantines, 1970, 28: 207-20.
- Konstantinopoulos B. Inedita Tzetziana. // Hellenika 33 (1981), P. 178—184
- Anthony Kaldellis. Hellenism in Byzantium. Cambridge UP, 2007. P. 301—307 (глава «Ioannes Tzetzes: Professional Classicism») (в примечаниях: Kaldellis 2007)